# Rainer Erices
Rainer Erices (* 1969) ist ein deutscher Arzt und Publizist. Erices arbeitet als Wissenschaftler an der Friedrich-Alexander-Universität Erlangen-Nürnberg und als freier Mitarbeiter für den Mitteldeutschen Rundfunk.

## Leben
Erices studierte 1990 bis 1997 Medizin an der Universität Leipzig und im Fernstudium 1996 und 1997 Philosophie und Logik an der Fernuniversität in Hagen. 2003 wurde er mit der Dissertation Vergleich der internen Repräsentanzen kognitiver Strukturen zwischen gesunden Kindern und kinder- und jugendpsychiatrischen Patienten an der Klinik für Kinder- und Jugendpsychiatrie der Universität Leipzig zum Dr. med. promoviert. Seine Approbation als Arzt erhielt er 2005. Er habilitierte zur Geschichte und Ethik des DDR-Gesundheitswesens an der Friedrich-Alexander-Universität Erlangen-Nürnberg.
Nach einer journalistischen Weiterbildung 1997 bis 2001 wirkte er als freischaffender Künstler, Sprecher und Moderator. Seit 2001 arbeitet er beim Mitteldeutschen Rundfunk in der Content-Redaktion des Landesfunkhauses Thüringen, der ersten trimedialen Rechercheabteilung innerhalb der ARD. Erices ist Autor von Fernsehdokumentationen und Hörfunkfeatures. Er publiziert zur deutsch-deutschen Zeitgeschichte insbesondere zur Aufarbeitung der DDR-Staatssicherheit. Beachtung fanden seine zusammen mit Jan Schönfelder veröffentlichten Bücher: Westbesuch. Die geheime DDR-Reise von Helmut Kohl und sein Werk zum ersten Staatsbesuch eines Bundeskanzlers in der DDR Willy Brandt in Erfurt. Das erste deutsch-deutsche Gipfeltreffen 1970.
Seit 2010 arbeitet er in Teilzeit am Institut für Geschichte und Ethik der Medizin der Friedrich-Alexander-Universität Erlangen-Nürnberg. Er ist Arbeitsgruppenleiter für Medizingeschichte der DDR. Seine Hauptforschung gilt der Gesundheitspolitik und dem Gesundheitswesen der DDR, insbesondere den Medikamententests westlicher Hersteller, dem internationalen Bluthandel sowie dem deutsch-deutschen Gesundheitsabkommen. Außerdem erforscht er die Bedeutung der Staatssicherheit und deren Protagonisten innerhalb der Gesundheitsfürsorge der DDR. Er ist Projektleiter innerhalb der Verbundforschung zur "Seelenarbeit im Sozialismus", die sich mit der Aufarbeitung der Psychodisziplinen innerhalb des DDR-Gesundheitssystems befasst.